# Ståten
Ståten är ett skär i Åland (Finland). Det ligger i Skärgårdshavet och i kommunen Hammarland i landskapet Åland, i den sydvästra delen av landet. Ön ligger omkring 35 kilometer norr om Mariehamn och omkring 290 kilometer väster om Helsingfors.
Öns area är 1,4 hektar och dess största längd är 180 meter i nord-sydlig riktning. Trakten är glest befolkad. Närmaste större samhälle är Finström, 18,4 km sydost om Ståten.